# Zavalla (Santa Fé)
Zavalla é uma comuna da província de Santa Fé, na Argentina.